# Teala Dunn

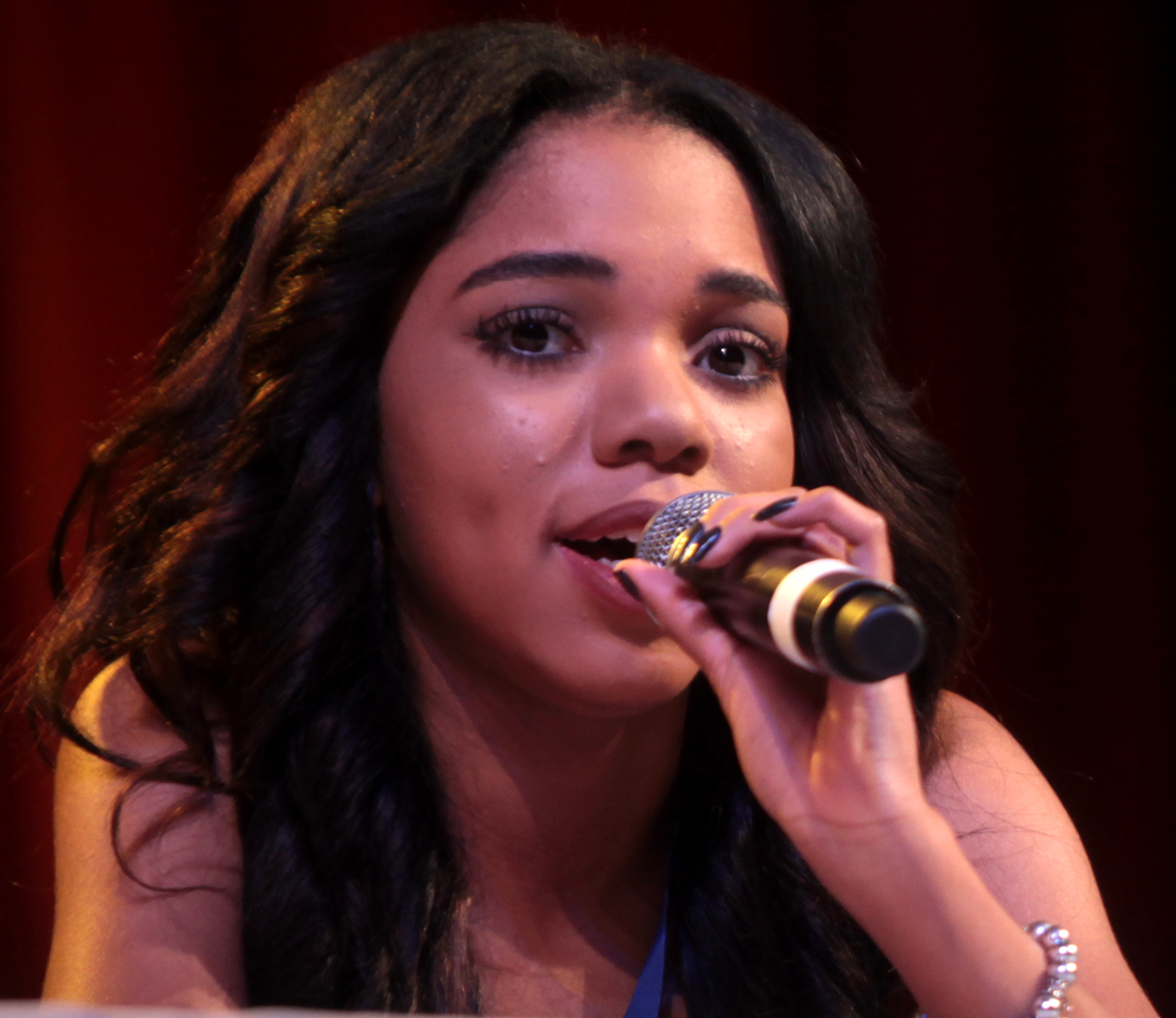
Teala Dunn, 2014

Teala Dunn (* 8. Dezember 1996 in New Jersey) ist eine US-amerikanische Schauspielerin.

## Karriere
Dunn startete ihre Schauspielkarriere im Jahr 2002. Sie hatte verschiedene Rollen in Nickelodeon-Serien. So war sie in The Naked Brothers Band als Juanita und in Die Thundermans als Phoebes Freundin Kelsey zu sehen. Sie ist auch als Synchronsprecherin tätig. Zum Beispiel lieh sie Turtle Tuck in der Serie Wonder Pets ihre Stimme. In der Serie Law & Order hatte sie einen Gastauftritt.

## Filmografie (Auswahl)
- 2002: Law & Order: Special Victims Unit (Fernsehserie, Folge 4x07)
- 2005: Transamerica
- 2006–2011, 2013: Wonder Pets (Fernsehserie, 82 Folgen, Stimme)
- 2007: Queens Supreme (Fernsehserie, Folge 1x12)
- 2007: Verwünscht (Enchanted, Stimme)
- 2007–2009: The Naked Brothers Band (Fernsehserie, 8 Folgen)
- 2008: Phoebe im Wunderland (Phoebe in Wonderland)
- 2010–2012: Are We There Yet? (Fernsehserie, 73 Folgen)
- 2013: The Crazy Ones (Fernsehserie, Folge 1x03)
- 2013–2014: Hund mit Blog (Dog with a Blog, Fernsehserie, 2 Folgen)
- 2014: Expelled
- 2014: Enlisted (Fernsehserie, 3 Folgen)
- 2014–2015: Die Thundermans (The Thundermans, Fernsehserie, 4 Folgen)
- 2015: Makeup Call (Fernsehserie, 12 Folgen)
- 2017: DC Super Hero Girls (Fernsehserie, 6 Folgen, Stimme)
- 2017: School Spirits
- 2017–2018: Guilty Party (Fernsehserie, 17 Folgen)
- 2018: Escape the Night (Fernsehserie, 4 Folgen)
- 2018: All Night (Fernsehserie, 9 Folgen)
- 2019: Liza on Demand (Fernsehserie, Folge 4x10)
- 2019: Get Shorty (Fernsehserie, Folge 3x04)
- 2022: Crush
- 2024: Rockbottom
- 2024: Spooky Society
- 2025: Werewolf Game